# Епархия Ангулема
Епархия Ангулема (лат. Dioecesis Engolismensis, фр. Diocèse d'Angoulême) — епархия в составе архиепархии-митрополии Пуатье Римско-католической церкви во Франции. В настоящее время епархией управляет епископ Эрве Гослен. Почетный епископ — Клод-Жан-Пьер Дажан.
Клир епархии включает 106 священников (86 епархиальных и 20 монашествующих священников), 8 диаконов, 38 монахов, 210 монахинь.
Адрес епархии: B.P. 2117, 226 Route de Bordeaux, 16021 Angoulême CEDEX, France.

## Территория
В юрисдикцию епархии входит 101 приход в департаменте Шаранта во Франции.
Все приходы объединены в 13 деканатов.
Кафедра епископа находится в городе Ангулем в соборе Святого Петра.

## История
Кафедра Ангулема основана в III веке, и вначале являлась епископством-суффраганством архиепархии Бордо.
Во второй половине V века епархия Ангулема подпала под власть короля вестготов Эйриха, который был сторонником арианства.
Другой кризисный период в истории епархии имел место на рубеже VII — VIII веков, когда на кафедре прервалось епископское преемство.
В 1673 году епископ Франсуа де Перикар основал епархиальную семинарию.
После конкордата 1801 года буллой «Qui Christi Domini» Папы Пия VII от 29 ноября 1801 года в состав епархии Ангулема включены территории упраздненных епархий Перигё и Сарла и части территорий упраздненных епархий Сента и Лиможа.
6 октября 1822 года епархия Перигё была восстановлена на прежней территории.
8 декабря 2002 года епархия Ангулема вошла в состав архиепархии Пуатье.

## Ординарии епархии
| - святой Авсоний (конец III/начало IV века); - святой Аптоний I (III/IV век); - Динамий (406—451); - Sede vacante (472—508); - Аптоний II (508—510); - Лупицин (511—541); - Аптоний III (542—549); - Мерерий (Марахарий) (570—576); - Фронтоний (576—577); - Гераклий (577—580); - Никасий (580 — 23.10.585); - Бассол (упоминается в 614); - Гибоальд (616); - Намаций (625—626); - Эбаргехен (середина VII в.); - Томаний (упоминается в 663); - Фредеберт (упоминается в 750); - Лавн I (упоминается в 769); - Ландеберт (упоминается в 788); - святой Сальвий (800/801); - Сидраний (801); - Отберт (844); - Лавн II (853—861); - Илия I (862—875); - Олиба (875 — 03.09.892) - Анатолий (892—895/896); - Годальберт (896—896); - Гумбальд (897 — 01.01.941); - Фулько (943—951); - Эббон (Эбль) (951/960); - Рамнульф (965—973); - Юг I де Жарнак (21.03.973 — 989); - Гримоард де Мюссидан (992—1012); - Гильм I (1018); - Роон (1019 — 09.04.1029); - Жирар I Малар (1038—1042); - Гильом II Тайефер (1043 — 20.09.1076); - Адемар Тайефер (1076—1101); - Жирар II (1101—1136); - Ламбер (1136 — 13.06.1148); - Юг II Тизон де Ла Рошфуко (1148 — 12.08.1159); - Пьер I де Ломон де Сенвиль (1159—1178); - Жан I де Сен-Валь (1182—1206); - Гильом III (1206—1226); - Жан II Гийо (1226—1238); - Рауль I (01.06.1241 — 1247); - Пьер II (1247—1251); - Неизвестный по имени (1251—1252); - Жирар III (1252); | - Робер I де Монброн (1252—1264/1267/1268); - Гильом IV (1266/1267 — 1268); - Робер II (1268—1272); - Пьер III (22.11.1272 — 16.08.1273); - Гильом V де Бле (1273 — 22.09.1307); - Фульк де Ла Рошфуко (14.04.1308 — 1312/1313); - Оливье (13.10.1313 — 1315) — бенедиктинец; - Жан III (1315—1316); - Гайар I де Фужер (24.01.1318 — 1328); - Экелен де Бле (27.06.1328 — 1363); - Эли II де Понс (25.02.1363 —04.05.1378); - Жан IV Берте (20.06.1380 — 1384) — доминиканец; - Гайар II (25.10.1384 — 1390); - Гильом IV (05.04.1391 — 1412) — бенедиктинец; - Жан V Флёри (31.08.1412 — 13.07.1431) — цистерцианец, назначен епископом Люсона; - Робер III де Монброн (08.08.1431 — 1465); - Жоффруа де Помпадур (24.07.1465 — 06.07.1470) — назначен епископом Перигё; - Рауль дю Фу (06.07.1470 — 22.11.1479) — назначен епископом Эвре; - Робер IV Люксембургский (15.11.1479 — 1493); - Октавиан де Сен-Желе (18.10.1493 — 1502); - Юг III де Бор (11.01.1503 — 1505); - Антуан I д’Эстен (16.09.1506 — 28.02.1523); - Антуан II де ла Барр (14.01.1524 — 16.03.1528) — назначен архиепископом Тура; - Жак I Бабу де Лабурдезьер (16.03.1528 — 26.11.1532); - Филибер Бабу де Лабурдезьер (13.01.1533 — 04.06.1567); - Шарль де Бони (04.06.1567 — 14.12.1603); - Sede vacante (1603—1607); - Антуан де Ла Рошфуко (13.08.1607 — 24.12.1634); - Жак II де Ноэль дю Перрон (28.01.1636 — 1646/1647) — назначен епископом Эвре; - Франсуа I де Перикар (18.02.1647 — 29.09.1687); - Сиприен-Габриель-Бенар де Резе (10.03.1689 — 12.01.1737); - Франсуа II дю Вердье (16.12.1737 — 21.09.1753); - Жозеф-Амедей де Брольи (11.02.1754 — 19.04.1784); - Филипп-Франсуа д’Aльбиньяк де Кастельно (25.06.1784 — 1806); - Доминик Лакомб (11.04.1802 — 07.04.1823); - Жан-Жозеф-Пьер Гигу (10.09.1823 — 21.05.1842); - Рене-Франсуа Ренье (22.07.1842 — 30.09.1850) — назначен архиепископом Камбре; - Антуан-Шарль Куссо (30.09.1850 — 12.08.1872); - Александр-Леопольд Себо (16.12.1872 — 17.05.1891); - Жан-Батист Фреро (02.04.1892 — 06.09.1899); - Жан-Луи Мандо (07.12.1899 — 24.07.1900); - Жозеф-Франсуа-Эрнест Рикар (05.04.1901 — 15.04.1907) — назначен архиепископом Оша; - Анри-Мари Арле (07.08.1907 — 15.05.1933); - Жан-Батист Меньен (07.12.1933 — 09.05.1965); - Рене-Ноэль-Жозеф Керотре (09.05.1965 — 01.07.1975); - Жорж Роль (01.07.1975 — 22.12.1993); - Клод Дажан (22 декабря 1993 год — 09.11.2015). - Эрве Гослен (с 09.11.2015) |  |

## Статистика
На конец 2006 года из 339 600 человек, проживающих на территории епархии, католиками являлись 231 000 человек, что соответствует 68,0 % от общего числа населения епархии.
| год  | население | население | население | священники | священники        | священники         | священники                           | постоянные диаконы | монахи  | монахи  | приходы |
| год  | католики  | всего     | %         | всего      | белое духовенство | черное духовенство | число католиков на одного священника | постоянные диаконы | мужчины | женщины | приходы |
| ---- | --------- | --------- | --------- | ---------- | ----------------- | ------------------ | ------------------------------------ | ------------------ | ------- | ------- | ------- |
| 1959 | 300 000   | 311 137   | 96,4      | 297        | 260               | 37                 | 1 010                                |                    | 48      | 507     | 362     |
| 1970 | 320 000   | 331 016   | 96,7      | 266        | 232               | 34                 | 1 203                                |                    | 40      | 540     | 363     |
| 1980 | 234 000   | 343 000   | 68,2      | 209        | 171               | 38                 | 1 119                                | 1                  | 43      | 364     | 430     |
| 1990 | 280 500   | 340 770   | 82,3      | 172        | 146               | 26                 | 1 630                                | 4                  | 29      | 362     | 374     |
| 1999 | 270 000   | 342 000   | 78,9      | 130        | 109               | 21                 | 2 076                                | 7                  | 33      | 272     | 149     |
| 2000 | 240 000   | 339 628   | 70,7      | 123        | 106               | 17                 | 1 951                                | 7                  | 29      | 284     | 148     |
| 2001 | 240 000   | 339 628   | 70,7      | 114        | 98                | 16                 | 2 105                                | 7                  | 27      | 258     | 149     |
| 2002 | 240 000   | 339 628   | 70,7      | 114        | 99                | 15                 | 2 105                                | 7                  | 26      | 250     | 149     |
| 2003 | 240 000   | 339 628   | 70,7      | 114        | 96                | 18                 | 2 105                                | 7                  | 29      | 249     | 139     |
| 2004 | 240 000   | 339 628   | 70,7      | 110        | 93                | 17                 | 2 181                                | 7                  | 28      | 234     | 125     |
| 2006 | 231 000   | 339 600   | 68,0      | 106        | 86                | 20                 | 2 179                                | 8                  | 38      | 210     | 101     |